# The Hunchback of Notre Dame (musical)
The Hunchback of Notre Dame is een musical van Walt Disney Theatrical Productions gebaseerd op de gelijknamige Disney animatiefilm uit 1996 en het gelijknamige boek van Victor Hugo. De musical ging in première in 1999 in de Potsdamer Platz te Berlijn, Duitsland. Hiermee is deze musical de allereerste Disney-musical die buiten de VS in première ging.
In 2014 ging een compleet nieuwe versie van de musical in première in de La Jolla Playhouse te San Diego, Californië. In 2015 werd een licht aangepaste versie van de reeds in 2014 opvoerde musical in première in het Paper Mill Playhouse te New Jersey.
Na de voorstellingen in de Paper Mill Playhouse maakte Disney bekend dat de musical niet naar Broadway zou getransfereerd worden. Via Music Theatre International wordt de musical wereldwijd via licenties beschikbaar gesteld voor professionele productiehuizen en amateurgezelschappen om deze musical op te voeren.

## Der Glöckner von Notre Dame

### Productie
De musical werd in het Engels geschreven door James Lapine, die ook de regie voor deze versie voor zijn rekening nam, en nadien vertaald naar het Duits. De musical ging in première op 5 juni 1999 in de Potsdamer Platz te Berlijn, en liep er tot juni 2002.
De musical is door toegevoegde elementen uit de roman van Hugo donkerder dan de animatiefilm. Zo is de humor van de drie waterspuwers verminderd, en nemen zij een deel van de zanglijnen van Quasimodo voor hun rekening, aangezien zij worden gezien als deel van Quasimodo's fantasie. Verder sterft in de musicaladaptatie Esmeralda en vermoordt Quasimodo Frollo door hem van de Notre Dame af te gooien.

### Synopsis
Parijs, 1482. Clopin, een bejaarde zigeuner vertelt aan het publiek het verhaal van 'De klokkenluider van de Notre Dame': een groep zigeuners betreedt op illegale wijze Parijs. Ze worden echter snel gearresteerd door rechter Frollo. Een zigeunervrouw probeert te ontsnappen en zet het op een lopen, maar na een korte achtervolging door Frollo, sterft de vrouw. Frollo ontdekt dat de vrouw een baby bij zich had, maar het kind is vervormd en ziet eruit als een monster. Hij probeert de baby te vermoorden, maar wordt door de aartsbisschop van de Notre Dame tegengehouden. Frollo beseft dat hij gezondigd heeft, en gaat in op de suggestie van de aartsbisschop om het kind als zijn eigen zoon op te voeden.
Twintig jaar later zit Quasimodo nog altijd in de klokkentoren van de Notre Dame, samen met zijn vrienden: de waterspuwers. Quasimodo heeft echter een grote droom: de kathedraal verlaten en leven onder de andere inwoners van Parijs ...

### Nummers
Eerste akte
- Die Glocken Notre Dames - Clopin, Aartsbisschop, Frollo en het koor
- Zuflucht - Frollo, Quasimodo en de waterspuwers
- Draußen - Quasimodo
- Schneller, Schneller - Zigeuners
- Tanz auf dem Seil - Clopin, Esmeralda en zigeuners
- Schneller, Schneller II - Zigeuners
- Ein bisschen Freude - Phoebus
- Schneller, Schneller III - Frollo en zigeuners
- Drunter drüber - Clopin, Quasimodo en Parijzenaars
- Der Pilory - Parijzenaars
- Zuflucht II - Frollo en Quasimodo
- Die Glocken Notre Dames II - Clopin en priesters
- Hilf den Verstoß'nen - Esmeralda, Quasimodo en Parijzenaars
- Hoch über der Welt - Esmeralda, Quasimodo, waterspuwers
- Vor Das Licht des Himmels - Clopin en Esmeralda
- Das Licht des Himmels - Quasimodo
- Das Feuer der Hölle - Frollo en priesters
- Die Glocken Notre Dames III - Clopin en Frollo
- Finale Act 1 - Clopin en koor
- Esmeralda - Allen

Tweede akte
- Trommeln in der Stadt - Clopin en Parijzenaars
- Ein Mann wie du - Waterspuwers en Quasimodo
- Esmeralda (Reprise) - Frollo
- Weil du liebst - Quasimodo, Phoebus en waterspuwers
- Tanz der Zigeuner - Instrumentaal
- Weil du liebst (Reprise) - Phoebus, Quasimodo en Esmeralda
- Die Glocken Notre Dames IV - Clopin en Frollo
- Zuflucht (Reprise) - Frollo
- Wie aus Stein - Quasimodo en waterspuwers
- Einmal - Esmeralda, Phoebus en Parijzenaars
- Finale Ultimo - Allen

## The Hunchback of Notre Dame
In 2008 vertelde tekstschrijver Stephen Schwartz in een interview dat er gewerkt werd aan een Amerikaanse versie van de Disney-musical. Twee jaar later bevestigde componist Alan Menken dat er nog steeds aan een Amerikaanse versie werd gewerkt.
Begin 2013 werd door Disney officieel een Broadway-productie aangekondigd. Peter Parnell werd aangetrokken om een nieuw boek te schrijven, en het duo Menken-Schwartz kreeg de opdracht een aantal nieuwe nummers te schrijven.
De Amerikaanse versie ging in première op 29 oktober 2014 in de La Jolla Playhouse in San Diego. De musical speelde er tot 7 december 2014. Vanaf 4 maart 2015 was de musical in een licht aangepaste vorm te zien in de Paper Mill Playhouse te New Jersey. De laatste voorstelling werd er gespeeld op 5 april 2015. De dag na de laatste voorstelling maakte acteur Patrick Page bekend dat Disney uiteindelijk heeft beslist de musical niet naar Broadway te brengen.
De Amerikaanse versie van de Disney-musical werd beschreven als 'een adaptatie van het Victor Hugo verhaal, met de muziek van Disney'. Het openingsnummer 'The Bells of Notre Dame' vertelt meer over het verleden van Frollo, en hoe hij Quasimodo onder zijn hoede krijgt. De waterspuwers Victor, Hugo en Laverne werden uit de voorstelling gelaten. De beelden en waterspuwers van de Notre Dame geven de gevoelens, gedachten en fantasieën van Quasimodo weer, en worden vertolkt door het ensemble.
In januari 2016 werden de nummers op cd uitgebracht met de Papermill-cast.

### Synopsis
Eerste acte

De wezen Jehan en Claude Frollo worden opgevangen door de priesters van de Notre Dame. Terwijl Claude zijn toevlucht zoekt in het geloof, doet Jehan zijn zin. Wanneer Jehan wordt betrapt met een zigeunerin in zijn kamer, wordt hij door de aartsbisschop weggestuurd. In de daaropvolgende jaren stijgt Claude door de rangen van Notre Dame, tot hij zelf de aartsbisschop van Notre Dame wordt. Niet veel later krijgt hij bericht van zijn broer, die om een ontmoeting vraagt. Jehan blijkt zwaar ziek te zijn. Net voordat hij sterft, vraagt hij aan zijn broer om voor zijn zoon te zorgen, die zwaar misvormd is.
20 jaar lang heeft Claude Quasimodo verstopt in de klokkentoren van de Notre Dame, waar hij dienstdoet als de klokkenluider. Quasimodo heeft één grote droom: hij wil graag de Notre Dame verlaten en zich begeven onder de gewone mensen. Claude is hier zeer op tegen, en hij verbiedt Quasimodo om de Notre Dame te verlaten. Quasimodo verlaat de Notre Dame toch, en komt tijdens het zottenfeest al snel in de problemen, wanneer de zigeunerin Esmeralda hem uit de handen van de menigte redt. Claude is zeer teleurgesteld in Quasimodo, en hij vraagt aan kapitein Phoebus, die net in Parijs is gearriveerd, om Quasimodo terug te brengen naar de Notre Dame.
Esmeralda volgt Quasimodo naar de Notre Dame. Ze wil zich graag bij hem verontschuldigen, want ze voelt zich schuldig over wat er met hem is gebeurd tijdens het zottenfeest. Claude Frollo ontdekt haar in de Notre Dame, en wil haar laten verwijderen, maar dan voelt hij zich plots tot haar aangetrokken.
Frollo, die hevige gevoelens heeft gekregen voor Esmeralda, krijgt van de koning de toestemming om een grootscheepse zoekactie op te zetten naar de zigeunerin. Bij een bordeel, dat dienst doet als toevluchtsoord voor gezochte zigeuners, krijgt Phoebus de opdracht om het gebouw af te branden. Maar ook hij heeft gevoelens voor Esmeralda gekregen en hij weigert. In een gevecht tussen de soldaten, Esmeralda, Phoebus en Frollo, wordt Phoebus door Frollo neergestoken. Esmeralda weet met de hulp van de zigeunerkoning Clopin Phoebus in veiligheid te brengen.
Tweede acte

Esmeralde keert terug naar de Notre Dame met een gewonde Phoebus. Op vraag van Esmeralda mag Phoebus zich bij Quasimodo verbergen, totdat hij beter is en zich bij haar kan voegen. Niet veel later keert ook Frollo terug naar de Notre Dame voor een gesprek met Quasimodo.
Tijdens hun gesprek wordt Frollo gestoord door een van de soldaten, die beweert dat ze de schuilplaats van de zigeuners hebben gevonden. Frollo is door het dolle heen, en geeft opdracht om bij zonsopgang de zigeuners te arresteren.
Quasimodo en Phoebus willen Esmeralda en de andere zigeuners waarschuwen, en gaan op zoek naar hun schuilplaats. Hoewel de zigeuners eerst sceptisch staan tegenover Quasimodo en Phoebus, beslissen ze het zekere voor het onzekere te nemen, en hun biezen te pakken, maar die kans krijgen ze niet. Frollo en de soldaten hebben Quasimodo en Phoebus gevolgd, en iedereen wordt gearresteerd. Clopin weet zich echter te bevrijden waarna hij verdwijnt in een rookwolk.
Frollo brengt een bezoek aan Esmeralda in haar cel. Hij geeft haar de keuze: ofwel wordt ze samen met Phoebus op de brandstapel gezet ofwel zweert ze voor eeuwig bij Frollo te blijven als zijn vrouw. Esmeralda weigert en kiest voor de brandstapel.
Quasimodo zit opgesloten in de klokkentoren. Hier doen de waterspuwers en standbeelden hun uiterste best om Quasimodo te overtuigen om zichzelf te bevrijden en zijn vrienden te redden, voor ze op de brandstapel staan.
Voor de Notre Dame geeft Frollo Esmeralda een laatste kans, die ze afwijst door in zijn gezicht te spuwen, waarna Frollo de brandstapel aansteekt. Op dit moment breekt Quasimodo uit en bevrijdt Esmeralda van de brandstapel. Clopin heeft ondertussen Phoebus bevrijd, en samen roepen ze het volk op om zich te verzetten tegen de soldaten.
Quasimodo heeft zich met Esmeralda teruggetrokken in de Notre Dame, en met een ketel kokend lood weet hij de soldaten te verslaan. Maar Quasimodo was niet snel genoeg, want niet veel later sterft Esmeralda aan haar verwondingen. Frollo voegt zich bij Quasimodo en wanneer hij verneemt dat Esmeralda dood is, vertelt hij aan Quasimodo dat ze nu verlost zijn van haar hekserij en dat ze nu terug kunnen gaan naar hoe alles vroeger was. Quasimodo wil dit niet. Aangemoedigd door de waterspuwers en standbeelden, gooit Quasimodo Frollo van de Notre Dame, zijn dood tegemoet.

### Nummers
Eerste akte
- The Bells of Notre Dame - Clopin, Jehan, Frollo, ...
- Sanctuary - Frollo en Quasimodo
- Out There - Quasimodo
- Topsy Turvy (Part 1) - Clopin en ensemble
- Rest and Recreation - Phoebus en Frollo
- Rhythm of the Tambourine - Esmeralda, Frollo, Phoebus en Quasimodo
- Topsy Turvy (Part 2) - Clopin en ensemble
- Sanctuary (Reprise) - Frollo en Quasimodo
- The Bells of Notre Dame (Reprise) - Esmeralda en ensemble
- God Help the Outcasts - Esmeralda en ensemble
- Top of the World - Esmeralda, Quasimodo en ensemble
- The Tavern Song - Zigeuners, Esmeralda en Frollo
- Heaven's Light - Quasimodo
- Hellfire - Frollo en ensemble
- Esmeralda - Allen

Tweede akte
- Entr'acte - Koor
- Flight Into Egypt - Sint Aphrodisius, Quasimodo en ensemble
- The Court of Miracles - Clopin en zigeuners
- In a Place of Miracles - Phoebus, Esmeralda, Quasimodo, Clopin en zigeuners
- Sanctuary (Reprise) - Frollo
- Someday - Esmeralda en Phoebus
- Made of Stone - Quasimodo en ensemble
- Finale Ultimo - Allen

## Cast
| Personage        | Originele Berlijnse Cast | La Jolla Playhouse Cast | Papermill Playhouse Cast |
| ---------------- | ------------------------ | ----------------------- | ------------------------ |
| Quasimodo        | Drew Sarich              | Michael Arden           | Michael Arden            |
| Esmeralda        | Judy Weiss               | Ciara Renée             | Ciara Renée              |
| Phoebus          | Fredrik Lycke            | Andrew Samonsky         | Andrew Samonsky          |
| Clopin           | Jens Janke               | Erik Liberman           | Erik Liberman            |
| Frollo           | Norbert Lamla            | Patrick Page            | Patrick Page             |
| Charles          | Valentin Zahn            | n.v.t.                  | n.v.t.                   |
| Loni             | Yvonne Ritz Andersen     | n.v.t.                  | n.v.t.                   |
| Antoine          | Tamàs Ferkay             | n.v.t.                  | n.v.t.                   |
| De aartsbisschop | Carlo Lauber             | n.v.t.                  | n.v.t.                   |
| Jehan Frollo     | n.v.t.                   | Lucas Coleman           | Jeremy Stolle            |
| St. Aphrodisius  | n.v.t.                   | Neal Mayer              | Neal Mayer               |
| Koor             | n.v.t.                   | SACRA/PROFANA           | Continuo Arts            |